# Мамкин, Павел Степанович
Павел Степанович Мамкин (1922-1943) — младший сержант Рабоче-крестьянской Красной Армии, участник Великой Отечественной войны, Герой Советского Союза (1944).

## Биография
Павел Мамкин родился 22 февраля 1922 года в деревне Бурцево (ныне — Оленинский район Тверской области). После окончания начальной школы работал в колхозе. В августе 1941 года Мамкин был призван на службу в Рабоче-крестьянскую Красную Армию. С октября того же года — на фронтах Великой Отечественной войны. Участвовал в Сталинградской и Курской битвах.
К сентябрю 1943 года гвардии младший сержант Павел Мамкин командовал пулемётным отделением 221-го гвардейского стрелкового полка 77-й гвардейской стрелковой дивизии 61-й армии Центрального фронта. Отличился во время битвы за Днепр. 28 сентября 1943 года отделение Мамкина переправилось через Днепр в районе деревни Вялье Брагинского района Гомельской области Белорусской ССР и приняло активное участие в боях за захват и удержание плацдарма, отразив немецкую контратаку и нанеся противнику большие потери. 19 октября 1943 года Мамкин погиб в бою. Похоронен в братской могиле в посёлке Брагин.

## Награды и звания
Указом Президиума Верховного Совета СССР «О присвоении звания Героя Советского Союза генералам, офицерскому, сержантскому и рядовому составу Красной Армии» от 15 января 1944 года за «образцовое выполнение боевых заданий командования по форсированию реки Днепр и проявленные при этом мужество и героизм» гвардии младший сержант Павел Мамкин посмертно был удостоен высокого звания Героя Советского Союза. Также был награждён орденами Ленина и Красной Звезды.

## Память
Имя П. С. Мамкина присвоено одной из улиц в поселке Оленино. 
В Оленино, на Аллее Героев, установлен памятный знак П. С. Мамкина, в числе Героев Советского Союза — уроженцев Оленинского района.
Имя Героя носит одна из улиц Брагина (Гомельская область, Беларусь).